# Betty Ice
Betty Ice Suceava este unul dintre cei mai mari producători de înghețată din România.
Compania deține o fabrică de înghețată la Suceava, care poate produce zilnic aproximativ 100 de tone de înghețată. Betty Ice a fost înființată în anul 1994 de Vasile Armenean. Numele Betty Ice vine de la fiica antreprenorului, Beatrice.
În timpul sezonului Betty Ice are peste 500 de angajați, iar în extrasezon numărul acestora se ridică la 300-350 de angajați. În anul 2009 compania a avut o cotă de 18% pe piața de înghețată din România.
În 2018, compania a fost preluată de Unilever cu 80 mil. euro.
Cifra de afaceri:
| Anul          | 2004 | 2005 | 2006 | 2007 | 2008 | 2009 |
| ------------- | ---- | ---- | ---- | ---- | ---- | ---- |
| milioane euro | 4,9  | 7,2  | 11,4 | 16,8 | 20   | 19   |